# Partenocàrpia

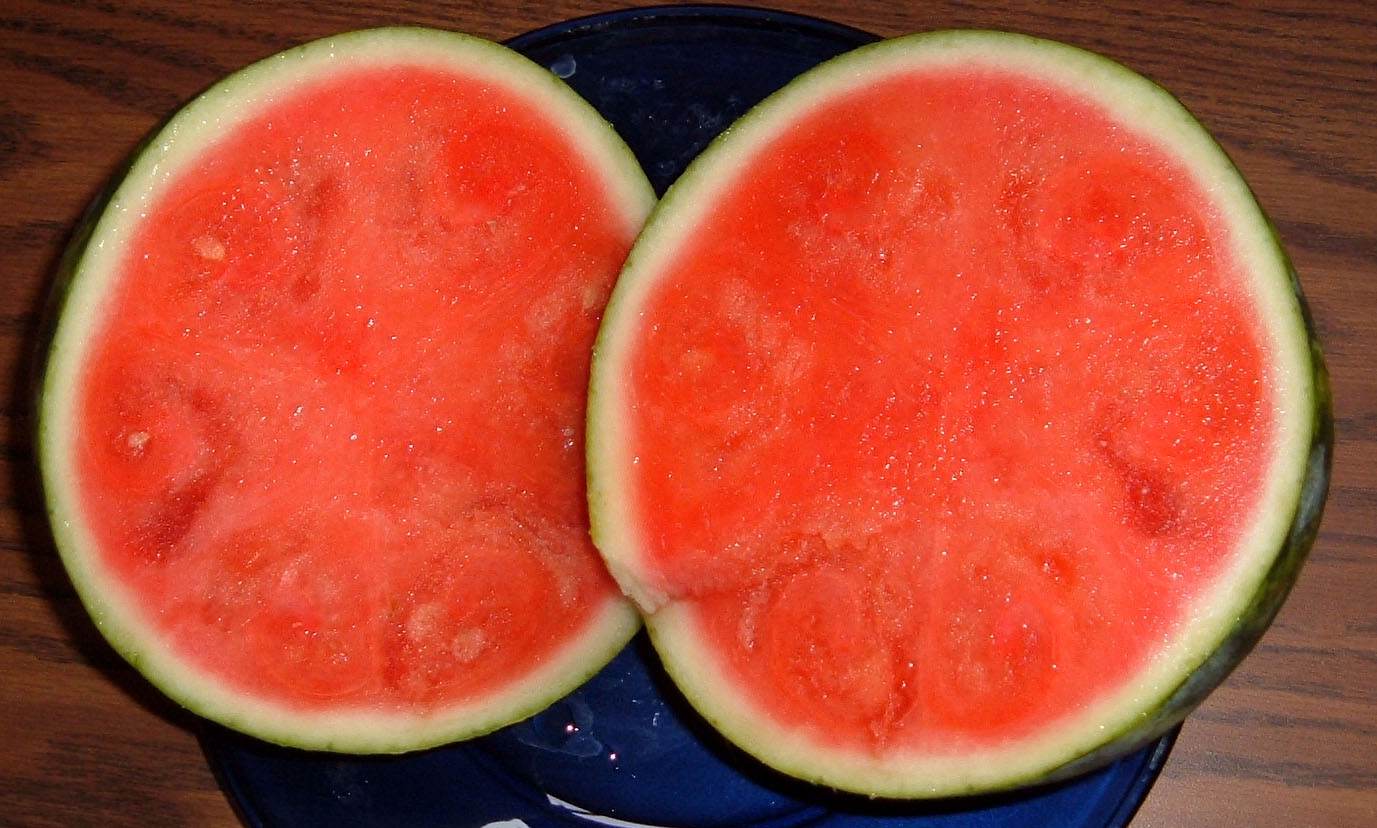
Una síndria sense llavors.

La paraula partenocàrpia usada en botànica i horticultura significa literalment "fruit verge"
En els casos en què es dona la partenocàrpia el fruit es desenvolupa sense fertilització dels òvuls per tant no té llavors. En la natura això pot ocórrer com a resultat d'una mutació però aleshores la planta no es pot reproduir més.
Com que l'absència de llavors pot ser una característica desitjable s'han seleccionat varietats sense llavors ("seedless") especialment en cítrics, síndries i raïm (panses de Corint). Algunes varietats modernes partenocàrpiques han estat obtingudes amb mètodes d'enginyeria genètica essent organismes modificats genèticament (OGM).